# Nikita Mielnikow
Nikita Wasiljewicz Mielnikow (ros. Никита Васильевич Мельников; ur. 27 czerwca 1987) – rosyjski zapaśnik startujący w stylu klasycznym, mistrz świata.
Startuje w kategorii wagowej do 96 kg. Złoty medalista mistrzostw świata z Budapesztu w 2013 roku. Mistrz uniwersjady w 2013. Mistrz Europy w 2016. Triumfator igrzysk wojskowych w 2015. Wojskowy mistrz świata z 2017 i trzeci w 2018. Akademicki mistrz świata w 2012.
Drugi w Pucharze Świata w 2014 i 2015; trzeci w 2013 i dwunasty w 2012. Mistrz Europy juniorów w 2007. Mistrz Rosji w 2010, 2011, 2013 i 2019; drugi w 2012,2014 i 2018, a trzeci w 2017 roku.